# Manute Bol
Manute Bol (* 16. Oktober 1962 in Gogrial, Sudan; † 19. Juni 2010 in Charlottesville, Virginia) war ein Basketballspieler aus dem Sudan, der bei den Washington Bullets, Golden State Warriors, Philadelphia 76ers und Miami Heat in der NBA spielte.

## Leben und Wirken
Der 2,31 Meter große Manute Bol war hinter Gheorghe Mureșan der zweitgrößte Spieler der NBA-Geschichte. Im Gegensatz zu diesem war seine Größe aber nicht das Resultat einer Wachstumsstörung.
Bol gehörte zur ethnischen Gruppe der Dinka.
Er starb am 19. Juni 2010 in Charlottesville, Virginia im Alter von 47 Jahren an den Folgen des Stevens-Johnson-Syndroms, einer arzneimittelallergischen Hauterkrankung, die er sich in Afrika zugezogen hatte.

## Karriere

### College
Der US-Amerikaner Don Feeley, der seinerzeit als Trainer der Fairleigh Dickinson University tätig war, betreute im Sommer 1982 kurzzeitig Sudans Basketballnationalmannschaft und lernte dabei den 2,29 Meter großen Bol kennen, der zum Aufgebot der Auswahl gehörte. Auf Feeleys Vermittlung kam Bol 1983 an die University of Bridgeport (zweite NCAA-Division), wo mit Bruce Webster ein enger Freund Feeleys das Traineramt innehatte. Bol sprach damals kein Englisch und belegte in Bridgeport einen Sprachkurs für ausländische Studenten. Ein erwogener Wechsel an die Cleveland State University kam nicht zustande.
Trotz fehlender Englisch-Kenntnisse, Heimweh und anfänglicher Probleme mit der neuen Sportart (Bol schlug sich bei einem Dunk-Versuch mehrere Zähne aus, als er den Korb mit seinem Kiefer rammte) setzte er sich durch. Mit seiner Körpergröße und seiner Armspannweite von 2,59 Meter war er für seine Gegner ein kaum zu passierendes Hindernis.
In einer College-Saison erzielte er im Durchschnitt 11,2 Blocks und wurde 1985 im NBA-Draft von den Washington Bullets an 31. Stelle ausgewählt. Im gleichen Jahr trat Bol für die Rhode Island Gulls in der United States Basketball League an und wurde ins All-USBL First Team berufen.

### NBA
Zu diesem Zeitpunkt war Bol der bislang größte NBA-Basketballspieler, galt aber aufgrund seiner dürren Statur (er wog lediglich 91 Kilogramm) zuerst eher als Kuriosität. Obwohl er sowohl offensiv und defensiv Schwierigkeiten gegen die zum Teil 50 Kilogramm schwereren gegnerischen Center hatte, blockte Bol in seiner Debütsaison 397 gegnerische Wurfversuche, was damals NBA-Rekord war. Für diese Leistung wurde er auf Anhieb ins NBA All-Defensive Second Team gewählt.
Bei den Bullets etablierte sich Bol als Center, der pro Spiel 4 Punkte, 5 Rebounds und 4 Blocks erzielte. Meist war er Ersatzmann von Moses Malone. Als die Bullets 1987 den lediglich 1,60 Meter messenden Muggsy Bogues holten, hatten sie somit den größten und den kleinsten Spieler der NBA-Geschichte im Kader. Dementsprechend oft wollten die Fotografen Bol und Bogues gemeinsam ablichten.
Bei seinen späteren Stationen in Golden State und Philadelphia spielte Bol den Ersatzmann von jeweils Rod Higgins und Armon Gilliam. Für kuriose Szenen sorgte Bol, als er zunehmend einen guten Dreipunktwurf entwickelte. Er war um so viel größer als die ihn deckenden Aufbauspieler, dass er bei seinen Fernwürfen nicht einmal zu springen brauchte.
Im Herbst seiner Karriere bekam der äußerst dürre Bol zunehmend Knieprobleme, was seine Einsatzzeiten zunehmend verkürzte. Im Alter von 32 verließ Bol die Miami Heat, spielte noch in der US-Liga CBA sowie in Italien, ehe er schließlich vom Profibasketball zurücktrat. Mit 3,3 Blocks pro Spiel ist er nach Mark Eaton der zweitbeste Shotblocker der NBA-Geschichte; seine 0,179 Blocks pro Minute sind sogar NBA-Rekord.

## Privates
Er kam aus einer ländlichen Gegend Sudans und ließ sich, den Sitten seines Dinka-Stammes folgend, als Jugendlicher rituelle Kopfwunden zufügen und einen Teil der Zähne entfernen.
Kevin Mackey, damaliger Trainer an der Cleveland State University, der versuchte, Bol in seine Mannschaft zu holen und 1983 daran beteiligt war, ihn in die USA zu bringen, behauptete später, Bols Geburtstag sei damals unbekannt gewesen, auch Bol selbst habe ihn nicht gekannt. Mackey habe diesen dann auf den 16. Oktober 1962 festgelegt, sagte er im November 2017. Er gehe davon aus, dass Bol eigentlich älter gewesen sei, habe aber ein jüngeres Datum ausgesucht, um ihm den Weg an die Universität nicht zu versperren. Mackey rechnete damit, dass Bol während seiner NBA-Zeit möglicherweise schon über 40 oder sogar 50 Jahre alt gewesen sein könnte.
Bol heiratete 1991 und hatte mit seiner ersten Frau vier Kinder, ließ sich aber nach seiner Rückkehr in den Sudan im Jahr 1997 scheiden. 1998 heiratete er seine zweite Frau Ajok, aus dieser Ehe stammt ein Sohn, Bol Bol. Sein Sohn Madut spielte bis 2013 Basketball an der Southern University in den Vereinigten Staaten, der 1999 geborene Sohn Bol Bol wurde wie sein Vater Basketballprofi.
Während seiner Zeit als Profibasketballspieler in den USA investierte Bol unter anderem Teile seines Gehalts in Häuser in Kalifornien sowie Maryland, was sich ebenso wenig als gewinnbringende Anlage herausstellte wie das Geld, das er in ein Lokal in Washington, D.C., steckte.
In der Zeit seiner Karriere war Bol für seinen humanitären Einsatz bekannt. Nach seiner Rückkehr in den Sudan 1997 wurde ihm von der Regierung das Angebot unterbreitet, das Amt des Sportministers anzutreten. Bol lehnte ab, da er nach dem Willen der Machthaber zuvor vom Christentum zum Islam übertreten sollte. In seinem Heimatland setzte sich Bol unter anderem für die Belange von Kindern und den Bau von konfessionsunabhängigen Schulen ein. Nach Angaben der Zeitung Hartford Courant steckte Bol mindestens 3,5 Millionen US-Dollar in seine eigene Stiftung sowie die Sudanesische Volksbefreiungsarmee. Zudem unterstützte er Familienmitglieder finanziell und verlor einen Großteil seines Vermögens.
2001 erlebte er eine schwere persönliche Krise, als ihn die sudanesische Regierung als Landesverräter einstufte und ihm die Ausreise verweigerte, aber ihm im selben Jahr letztendlich die Flucht gelang. Er versuchte, in die USA zurückzukehren, saß aber mehrere Monate in Kairo fest. 2002 kam er letztlich in die USA zurück, lebte in einfachen Verhältnissen und erhielt finanzielle Unterstützung eines Flüchtlingshilfswerks. 2004 erlitt Bol bei einem Verkehrsunfall schwere Verletzungen. Bol trug auch zur Entwicklung des ehemaligen sudanesischen NBA-Profis Luol Deng bei. Als Dengs Familie sich als Bürgerkriegsflüchtlinge in Kairo aufhielt, trainierte Bol mit dessen älteren Brüdern Basketball, Luol Deng selbst begann jedoch erst später, sich für diesen Sport zu interessieren.